# Электронная подпись
Электро́нная по́дпись (ЭП), электро́нная цифровая по́дпись (ЭЦП), цифровая по́дпись (ЦП) – это набор знаков и паролей, позволяющий подтвердить подлинность электронного документа (будь то реальный человек или, например, аккаунт в криптовалютной системе). Подпись связывается как с автором, так и с самим документом криптографическими методами и не может быть подделана путем обычного копирования.
ЭЦП является требованием электронного документа, полученного в результате криптографического преобразования информации с закрытым ключом подписи, и позволяет проверить отсутствие искажения информации в электронном документе с момента формирования подписи (целостность), подпись принадлежит владельцу сертификата ключа подписи (авторство), и в случае успешной проверки подтверждает факт подписания электронного документа (неотказуемость).

## Основные принципы
Широко применяемая в настоящее время технология электронной подписи основана на асимметричном шифровании с открытым ключом и опирается на следующие принципы:
- Можно сгенерировать пару очень больших чисел (открытый ключ и закрытый ключ) так, чтобы, зная открытый ключ, нельзя было вычислить закрытый ключ за разумный срок. Механизм генерации ключей строго определён и является общеизвестным. При этом каждому открытому ключу соответствует определённый закрытый ключ. Если, например, Иван Иванов публикует свой открытый ключ, то можно быть уверенным, что соответствующий закрытый ключ есть только у него.
- Имеются надёжные методы шифрования, позволяющие зашифровать сообщение открытым ключом так, чтобы расшифровать его можно было только закрытым ключом[Прим. 1]. Механизм шифрования является общеизвестным.
- Если электронный документ поддается расшифровке с помощью открытого ключа[Прим. 2], то можно быть уверенным, что он был зашифрован с помощью уникального закрытого ключа. Если документ расшифрован с помощью открытого ключа Ивана Иванова, то это подтверждает его авторство: зашифровать данный документ мог только Иванов, т.к. он является единственным обладателем закрытого ключа.

Однако шифровать весь документ было бы неудобно, поэтому шифруется только его хеш — небольшой объём данных, жёстко привязанный к документу с помощью математических преобразований и идентифицирующий его. Механизм хеширования строго определён и является общеизвестным. Шифрованный хеш и является электронной подписью.

## История возникновения
В 1976 году Уитфилдом Диффи и Мартином Хеллманом было впервые предложено понятие «электронная цифровая подпись», хотя они всего лишь предполагали, что схемы ЭЦП могут существовать.
В 1977 году Рональд Ривест, Ади Шамир и Леонард Адлеман разработали криптографический алгоритм RSA, который без дополнительных модификаций можно использовать для создания примитивных цифровых подписей.
Вскоре после RSA были разработаны другие ЭЦП, такие, как алгоритмы цифровой подписи Рабина, Меркле и другие.
В 1984 году Шафи Гольдвассер, Сильвио Микали и Рональд Ривест первыми строго определили требования безопасности к алгоритмам цифровой подписи. Ими были описаны модели атак на алгоритмы ЭЦП, а также предложена схема GMR, отвечающая описанным требованиям (Криптосистема Гольдвассер — Микали).

## Алгоритмы
Существует несколько схем построения цифровой подписи:
- На основе алгоритмов симметричного шифрования. Данная схема предусматривает наличие в системе третьего лица — арбитра, пользующегося доверием обеих сторон. Авторизацией документа является сам факт зашифрования его секретным ключом и передача его арбитру.[4]
- На основе алгоритмов асимметричного шифрования. На данный момент такие схемы ЭП наиболее распространены и находят широкое применение.

Кроме того, существуют другие разновидности цифровых подписей (групповая подпись, неоспоримая подпись, доверенная подпись), которые являются модификациями описанных выше схем. Их появление обусловлено разнообразием задач, решаемых с помощью ЭП.

### Использование хеш-функций
Поскольку подписываемые документы — переменного (и как правило достаточно большого) объёма, в схемах ЭП зачастую подпись ставится не на сам документ, а на его хеш. Для вычисления хеша используются криптографические хеш-функции, что гарантирует выявление изменений документа при проверке подписи. Хеш-функции не являются частью алгоритма ЭП, поэтому в схеме может быть использована любая надёжная хеш-функция.
Использование хеш-функций даёт следующие преимущества:
- Вычислительная сложность. Обычно хеш цифрового документа делается во много раз меньшего объёма, чем объём исходного документа, и алгоритмы вычисления хеша являются более быстрыми, чем алгоритмы ЭП. Поэтому формировать хеш документа и подписывать его получается намного быстрее, чем подписывать сам документ.
- Совместимость. Большинство алгоритмов оперирует со строками бит данных, но некоторые используют другие представления. Хеш-функцию можно использовать для преобразования произвольного входного текста в подходящий формат.
- Целостность. Без использования хеш-функции большой электронный документ в некоторых схемах нужно разделять на достаточно малые блоки для применения ЭП. При верификации невозможно определить, все ли блоки получены и в правильном ли они порядке.

Использование хеш-функции не обязательно при электронной подписи, а сама функция не является частью алгоритма ЭП, поэтому хеш-функция может использоваться любая или не использоваться вообще.
В большинстве ранних систем ЭП использовались функции с секретом, которые по своему назначению близки к односторонним функциям. Такие системы уязвимы для атак с использованием открытого ключа (см. ниже), так как, выбрав произвольную цифровую подпись и применив к ней алгоритм верификации, можно получить исходный текст. Чтобы избежать этого, вместе с цифровой подписью используется хеш-функция, то есть, вычисление подписи осуществляется не относительно самого документа, а относительно его хеша. В этом случае в результате верификации можно получить только хеш исходного текста, следовательно, если используемая хеш-функция криптографически стойкая, то получить исходный текст будет вычислительно сложно, а значит атака такого типа становится невозможной.

### Симметричная схема
Симметричные схемы ЭП менее распространены, чем асимметричные, так как после появления концепции цифровой подписи не удалось реализовать эффективные алгоритмы подписи, основанные на известных в то время симметричных шифрах. Первыми, кто обратил внимание на возможность симметричной схемы цифровой подписи, были основоположники самого понятия ЭП Диффи и Хеллман, которые опубликовали описание алгоритма подписи одного бита с помощью блочного шифра. Асимметричные схемы цифровой подписи опираются на вычислительно сложные задачи, сложность которых ещё не доказана, поэтому невозможно определить, будут ли эти схемы сломаны в ближайшее время, как это произошло со схемой, основанной на задаче об укладке ранца. Также для увеличения криптостойкости нужно увеличивать длину ключей, что приводит к необходимости переписывать программы, реализующие асимметричные схемы, и в некоторых случаях перепроектировать аппаратуру. Симметричные схемы основаны на хорошо изученных блочных шифрах.
В связи с этим симметричные схемы имеют следующие преимущества:
- Стойкость симметричных схем ЭП вытекает из стойкости используемых блочных шифров, надежность которых также хорошо изучена.
- Если стойкость шифра окажется недостаточной, его легко можно будет заменить на более стойкий с минимальными изменениями в реализации.

Однако у симметричных ЭП есть и ряд недостатков:
- Нужно подписывать отдельно каждый бит передаваемой информации, что приводит к значительному увеличению подписи. Подпись может превосходить сообщение по размеру на два порядка.
- Сгенерированные для подписи ключи могут быть использованы только один раз, так как после подписания раскрывается половина секретного ключа.

Из-за рассмотренных недостатков симметричная схема ЭЦП Диффи-Хелмана не применяется, а используется её модификация, разработанная Березиным и Дорошкевичем, в которой подписывается сразу группа из нескольких бит. Это приводит к уменьшению размеров подписи, но к увеличению объёма вычислений. Для преодоления проблемы «одноразовости» ключей используется генерация отдельных ключей из главного ключа.

### Асимметричная схема

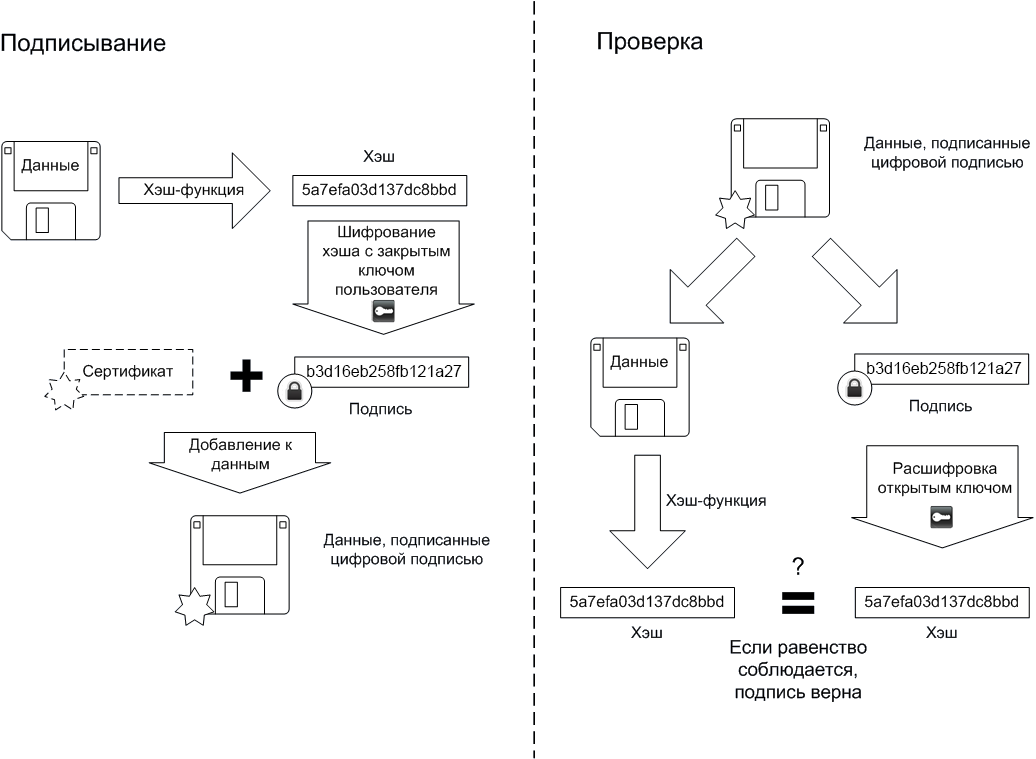
Схема, поясняющая алгоритмы подписи и проверки

Асимметричные схемы ЭП относятся к криптосистемам с открытым ключом.
Но в отличие от асимметричных алгоритмов шифрования, в которых шифрование производится с помощью открытого ключа, а расшифровка — с помощью закрытого (расшифровать может только знающий секрет адресат), в асимметричных схемах цифровой подписи подписание производится с применением закрытого ключа, а проверка подписи — с применением открытого (расшифровать и проверить подпись может любой адресат).
Общепризнанная схема цифровой подписи охватывает три процесса:
- Генерация ключевой пары. При помощи алгоритма генерации ключа равновероятным образом из набора возможных закрытых ключей выбирается закрытый ключ, вычисляется соответствующий ему открытый ключ.
- Формирование подписи. Для заданного электронного документа с помощью закрытого ключа вычисляется подпись.
- Проверка (верификация) подписи. Для данных документа и подписи с помощью открытого ключа определяется действительность подписи.

Для того, чтобы использование цифровой подписи имело смысл, необходимо выполнение двух условий:
- Верификация подписи должна производиться открытым ключом, соответствующим именно тому закрытому ключу, который использовался при подписании.
- Без обладания закрытым ключом должно быть вычислительно сложно создать легитимную цифровую подпись.

Следует отличать электронную цифровую подпись от кода аутентичности сообщения (MAC).

#### Виды асимметричных алгоритмов
Как было сказано выше, чтобы применение ЭП имело смысл, необходимо, чтобы вычисление легитимной подписи без знания закрытого ключа было вычислительно сложным процессом.
Обеспечение этого во всех асимметричных алгоритмах цифровой подписи опирается на следующие вычислительные задачи:
- Задачу дискретного логарифмирования (EGSA)
- Задачу факторизации, то есть разложения числа на простые множители (RSA)

Вычисления тоже могут производиться двумя способами: на базе математического аппарата эллиптических кривых (ГОСТ Р 34.10-2012, ECDSA) и на базе полей Галуа (ГОСТ Р 34.10-94, DSA). В настоящее время[когда?] самые быстрые алгоритмы дискретного логарифмирования и факторизации являются субэкспоненциальными. Принадлежность самих задач к классу NP-полных не доказана.
Алгоритмы ЭП подразделяются на обычные цифровые подписи и на цифровые подписи с восстановлением документа. При верификации цифровых подписей с восстановлением документа тело документа восстанавливается автоматически, его не нужно прикреплять к подписи. Обычные цифровые подписи требуют присоединение документа к подписи. Ясно, что все алгоритмы, подписывающие хеш документа, относятся к обычным ЭП. К ЭП с восстановлением документа относится, в частности, RSA.
Схемы электронной подписи могут быть одноразовыми и многоразовыми. В одноразовых схемах после проверки подлинности подписи необходимо провести замену ключей, в многоразовых схемах это делать не требуется.
Также алгоритмы ЭП делятся на детерминированные и вероятностные. Детерминированные ЭП при одинаковых входных данных вычисляют одинаковую подпись. Реализация вероятностных алгоритмов более сложна, так как требует надежный источник энтропии, но при одинаковых входных данных подписи могут быть различны, что увеличивает криптостойкость. В настоящее время многие детерминированные схемы модифицированы в вероятностные.
В некоторых случаях, таких как потоковая передача данных, алгоритмы ЭП могут оказаться слишком медленными. В таких случаях применяется быстрая цифровая подпись. Ускорение подписи достигается алгоритмами с меньшим количеством модульных вычислений и переходом к принципиально другим методам расчёта.

### Перечень алгоритмов ЭП
Асимметричные схемы:
- FDH (Full Domain Hash), вероятностная схема RSA-PSS (Probabilistic Signature Scheme), схемы стандарта PKCS#1 и другие схемы, основанные на алгоритме RSA
- Схема Эль-Гамаля
- Американские стандарты электронной цифровой подписи: DSA, ECDSA (DSA на основе аппарата эллиптических кривых)
- Российские стандарты электронной цифровой подписи: ГОСТ Р 34.10-94 (в настоящее время не действует), ГОСТ Р 34.10-2001 (не рекомендован к использованию после 31 декабря 2017 года), ГОСТ Р 34.10-2012 (основан на сложности вычисления дискретного логарифма в группе точек эллиптической кривой)
- Евразийский союз: ГОСТ 34.310-2004[10] полностью идентичен российскому стандарту ГОСТ Р 34.10-2001
- Украинский стандарт электронной цифровой подписи ДСТУ 4145-2002
- Белорусский стандарт электронной цифровой подписи СТБ 1176.2-99 (в настоящее время не действует), СТБ 34.101.45-2013
- Схема Шнорра
- Схема Пэйе
- Pointcheval-Stern signature algorithm
- Вероятностная схема подписи Рабина
- Схема BLS (Boneh-Lynn-Shacham)
- Схема DLR (Donna-Lynn-Rivest)
- Схема GMR (Goldwasser-Micali-Rivest)

На основе асимметричных схем созданы модификации цифровой подписи, отвечающие различным требованиям:
- Групповая цифровая подпись
- Неоспоримая цифровая подпись
- «Слепая» цифровая подпись и справедливая «слепая» подпись
- Конфиденциальная цифровая подпись.
- Цифровая подпись с доказуемостью подделки
- Доверенная цифровая подпись
- Разовая цифровая подпись.

## Подделка подписей
Анализ возможностей подделки подписей — задача криптоанализа. Попытку сфальсифицировать подпись или подписанный документ криптоаналитики называют «атака».

### Модели атак и их возможные результаты
В своей работе Гольдвассер, Микали и Ривест описывают следующие модели атак, которые актуальны и в настоящее время:
- Атака с использованием открытого ключа. Криптоаналитик обладает только открытым ключом.
- Атака на основе известных сообщений. Противник обладает допустимыми подписями набора электронных документов, известных ему, но не выбираемых им.
- Адаптивная атака на основе выбранных сообщений. Криптоаналитик может получить подписи электронных документов, которые он выбирает сам.

Также в работе описана классификация возможных результатов атак:
- Полный взлом цифровой подписи. Получение закрытого ключа, что означает полный взлом алгоритма.
- Универсальная подделка цифровой подписи. Нахождение алгоритма, аналогичного алгоритму подписи, что позволяет подделывать подписи для любого электронного документа.
- Выборочная подделка цифровой подписи. Возможность подделывать подписи для документов, выбранных криптоаналитиком.
- Экзистенциальная подделка цифровой подписи. Возможность получения допустимой подписи для какого-то документа, не выбираемого криптоаналитиком.

Ясно, что самой «опасной» атакой является адаптивная атака на основе выбранных сообщений, и при анализе алгоритмов ЭП на криптостойкость нужно рассматривать именно её (если нет каких-либо особых условий).
При безошибочной реализации современных алгоритмов ЭП получение закрытого ключа алгоритма является практически невозможной задачей из-за вычислительной сложности задач, на которых ЭП построена. Гораздо более вероятен поиск криптоаналитиком коллизий первого и второго родов. Коллизия первого рода эквивалентна экзистенциальной подделке, а коллизия второго рода — выборочной. С учётом применения хеш-функций, нахождение коллизий для алгоритма подписи эквивалентно нахождению коллизий для самих хеш-функций.

### Подделка документа (коллизия первого рода)
Злоумышленник может попытаться подобрать документ к данной подписи, чтобы подпись к нему подходила. Однако в подавляющем большинстве случаев такой документ может быть только один. Причина в следующем:
- документ представляет собой осмысленный текст;
- текст документа оформлен по установленной форме;
- документы редко оформляют в виде txt-файла, чаще всего в формате DOC или HTML.

Если у фальшивого набора байт и произойдет коллизия с хешем исходного документа, то должны выполниться три следующих условия:
- случайный набор байт должен подойти под сложно структурированный формат файла;
- то, что текстовый редактор прочитает в случайном наборе байт, должно образовывать текст, оформленный по установленной форме;
- текст должен быть осмысленным, грамотным и соответствующим теме документа.

Впрочем, во многих структурированных наборах данных можно вставить произвольные данные в некоторые служебные поля, не изменив вид документа для пользователя. Именно этим пользуются злоумышленники, подделывая документы. Некоторые форматы подписи даже защищают целостность текста, но не служебных полей.
Вероятность подобного происшествия также ничтожно мала. Можно считать, что на практике такого случиться не может даже с ненадёжными хеш-функциями, так как документы обычно большого объёма — килобайты.

### Получение двух документов с одинаковой подписью (коллизия второго рода)
Куда более вероятна атака второго рода. В этом случае злоумышленник фабрикует два документа с одинаковой подписью, и в нужный момент подменяет один другим. При использовании надёжной хеш-функции такая атака должна быть также вычислительно сложной. Однако эти угрозы могут реализоваться из-за слабостей конкретных алгоритмов хеширования, подписи или ошибок в их реализациях. В частности, таким образом можно провести атаку на SSL-сертификаты и алгоритм хеширования MD5.

### Социальные атаки
Социальные атаки направлены не на взлом алгоритмов цифровой подписи, а на манипуляции с открытым и закрытым ключами.
- Злоумышленник, укравший закрытый ключ, может подписать любой документ от имени владельца ключа.
- Злоумышленник может обманом заставить владельца подписать какой-либо документ, например, используя протокол слепой подписи.
- Злоумышленник может подменить открытый ключ владельца на свой собственный, выдавая себя за него. Использование протоколов обмена ключами и защита закрытого ключа от несанкционированного доступа позволяет снизить опасность социальных атак[14].

## Управление ключами

### Управление открытыми ключами
Важной проблемой всей криптографии с открытым ключом, в том числе и систем ЭП, является управление открытыми ключами. Так как открытый ключ доступен любому пользователю, то необходим механизм проверки того, что этот ключ принадлежит именно своему владельцу. Необходимо обеспечить доступ любого пользователя к подлинному открытому ключу любого другого пользователя, защитить эти ключи от подмены злоумышленником, а также организовать отзы́в ключа в случае его компрометации.
Задача защиты ключей от подмены решается с помощью сертификатов. Сертификат позволяет удостоверить заключённые в нём данные о владельце и его открытый ключ подписью какого-либо доверенного лица. Существуют системы сертификатов двух типов: централизованные и децентрализованные. В децентрализованных системах путём перекрёстного подписывания сертификатов знакомых и доверенных людей каждым пользователем строится сеть доверия. В централизованных системах сертификатов используются центры сертификации, поддерживаемые доверенными организациями.
Центр сертификации формирует закрытый ключ и собственный сертификат, формирует сертификаты конечных пользователей и удостоверяет их аутентичность своей цифровой подписью. Также центр проводит отзы́в истекших и компрометированных сертификатов и ведёт базы (списки) выданных и отозванных сертификатов. Обратившись в сертификационный центр, можно получить собственный сертификат открытого ключа, сертификат другого пользователя и узнать, какие ключи отозваны.

### Хранение закрытого ключа

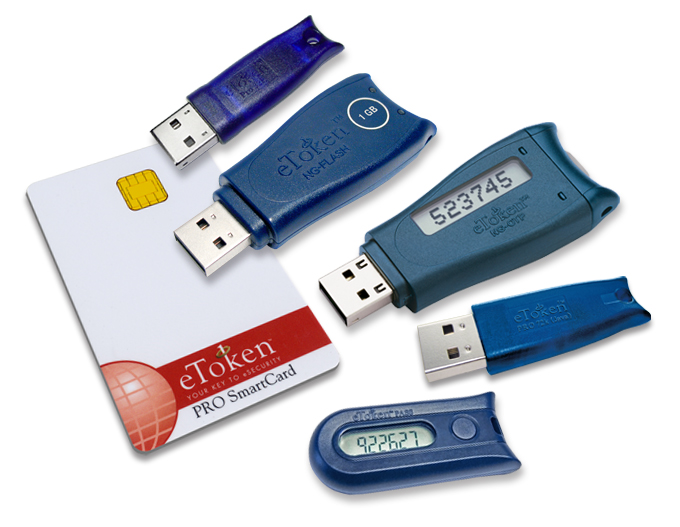
Смарт-карта и USB-брелоки

Закрытый ключ является наиболее уязвимым компонентом всей криптосистемы цифровой подписи. Злоумышленник, укравший закрытый ключ пользователя, может создать действительную цифровую подпись любого электронного документа от лица этого пользователя. Поэтому особое внимание нужно уделять способу хранения закрытого ключа. Пользователь может хранить закрытый ключ на своем персональном компьютере, защитив его с помощью пароля. Однако такой способ хранения имеет ряд недостатков, в частности, защищённость ключа полностью зависит от защищённости компьютера, и пользователь может подписывать документы только на этом компьютере.
В настоящее время существуют следующие устройства хранения закрытого ключа:
- смарт-карты,
- USB-брелоки,
- «таблетки» Touch-Memory,
- реестр (в защищённой памяти компьютера).

Кража или потеря одного из таких устройств хранения может быть легко замечена пользователем, после чего соответствующий сертификат должен/может быть немедленно отозван.
Наиболее защищённый способ хранения закрытого ключа — хранение на смарт-карте. Для того, чтобы использовать смарт-карту, пользователю необходимо не только её иметь, но и ввести PIN-код, то есть, получается двухфакторная аутентификация. После этого подписываемый документ или его хеш передаётся в карту, её процессор осуществляет подписывание хеша и передаёт подпись обратно. В процессе формирования подписи таким способом не происходит копирования закрытого ключа, поэтому все время существует только единственная копия ключа. Кроме того, произвести копирование информации со смарт-карты немного сложнее, чем с других устройств хранения.
В соответствии с законом «Об электронной подписи», ответственность за хранение закрытого ключа владелец несёт сам.

## Использование ЭП

### Общее назначение
Использование ЭП предполагается для осуществления следующих важных направлений в электронной экономике:
- Полный контроль целостности передаваемого электронного платежного документа: в случае любого случайного или преднамеренного изменения документа цифровая подпись станет недействительной, потому как вычисляется она по специальному алгоритму на основании исходного состояния документа и соответствует лишь ему.
- Эффективная защита от изменений (подделки) документа. ЭП даёт гарантию, что при осуществлении контроля целостности будут выявлены всякого рода подделки. Как следствие, подделывание документов становится нецелесообразным в большинстве случаев.
- Фиксирование невозможности отказа от авторства данного документа. Этот аспект вытекает из того, что вновь создать правильную электронную подпись можно лишь в случае обладания так называемым закрытым ключом, который, в свою очередь, должен быть известен только владельцу этого самого ключа (автору документа). В этом случае владелец не сможет сформировать отказ от своей подписи, а значит — от документа.
- Формирование доказательств подтверждения авторства документа: исходя из того, что создать корректную электронную подпись можно, как указывалось выше, лишь зная закрытый ключ, а он по определению должен быть известен только владельцу-автору документа, то владелец ключей может однозначно доказать своё авторство подписи под документом. Более того, в документе могут быть подписаны только отдельные поля документа, такие как «автор», «внесённые изменения», «метка времени» и т. д. То есть, может быть доказательно подтверждено авторство не на весь документ.

Перечисленные выше свойства электронной цифровой подписи позволяют использовать её в следующих основных целях электронной экономики и электронного документального и денежного обращения:
- Использование в банковских платежных системах;
- Электронная коммерция (торговля);
- Электронная регистрация сделок по объектам недвижимости;
- Таможенное декларирование товаров и услуг (таможенные декларации). Контролирующие функции исполнения государственного бюджета (если речь идет о стране) и исполнения сметных назначений и лимитов бюджетных обязательств (в данном случае если разговор идет об отрасли или о конкретном бюджетном учреждении). Управление государственными заказами;
- В электронных системах обращения граждан к органам власти, в том числе и по экономическим вопросам (в рамках таких проектов как «электронное правительство» и «электронный гражданин»);
- Формирование обязательной налоговой (фискальной), бюджетной, статистической и прочей отчетности перед государственными учреждениями и внебюджетными фондами;
- Организация юридически легитимного внутрикорпоративного, внутриотраслевого или национального электронного документооборота;
- Применение ЭЦП в различных расчетных и трейдинговых системах, а также Forex;
- Управление акционерным капиталом и долевым участием;
- ЭП является одним из ключевых компонентов сделок в криптовалютах.

### Россия
Согласно Гражданскому кодексу РФ, квалифицированная электронная подпись предназначена для определения лица, подписавшего электронный документ, и является аналогом собственноручной подписи в случаях, предусмотренных законом.
Согласно Федеральному закону №63-ФЗ, квалифицированной цифровой подписью можно подписывать любые документы, для которых существует электронная форма, то есть почти все. На практике бизнес использует ее для нескольких сфер:
- Отчетность в ФНС, ПФР, Росстат, ФСС и другие контролирующие органы.
- Электронный документооборот между бизнесами в b2b-области — счета-фактуры, акты, договоры.
- Электронная коммерция — например, участие в государственных закупках сейчас проходит только в цифровом виде; b2b-закупки тоже быстрее и удобнее совершать в таком формате.
- Внутрикорпоративный документооборот — кадровые документы, приказы, распоряжения.

Еще есть КЭП (квалифицированная электронная подпись) - электронная подпись, которая соответствует всем признакам неквалифицированной электронной подписи и следующим дополнительным признакам:
1) ключ проверки электронной подписи указан в квалифицированном сертификате;
2) для создания и проверки электронной подписи используются средства электронной подписи, имеющие подтверждение соответствия требованиям, установленным в соответствии с настоящим Федеральным законом.
(в ред. Федерального закона от 30.12.2015 N 445-ФЗ)
Благодаря ней можно заполнять документы в ФНС онлайн.
Квалифицированная электронная подпись применяется при совершении гражданско-правовых сделок, оказании государственных и муниципальных услуг, исполнении государственных и муниципальных функций, при совершении иных юридически значимых действий.
В России юридически значимый сертификат электронной подписи выдаёт удостоверяющий центр. Правовые условия использования электронной цифровой подписи в электронных документах регламентирует Федеральный закон Российской Федерации от 6 апреля 2011 года № 63-ФЗ «Об электронной подписи».
После становления ЭП при использовании в электронном документообороте между кредитными организациями и кредитными бюро в 2005 году активно стала развиваться инфраструктура электронного документооборота между налоговыми органами и налогоплательщиками. Начал работать приказ Министерства по налогам и сборам РФ от 2 апреля 2002 года № БГ-3-32/169 «Порядок представления налоговой декларации в электронном виде по телекоммуникационным каналам связи». Он определяет общие принципы информационного обмена при представлении налоговой декларации в электронном виде по телекоммуникационным каналам связи.
В законе РФ от 10 января 2002 года № 1-ФЗ «Об электронной цифровой подписи» описаны условия использования ЭП, особенности её использования в сферах государственного управления и в корпоративной информационной системе.
Благодаря ЭП теперь, в частности, многие российские компании осуществляют свою торгово-закупочную деятельность в Интернете через системы электронной торговли, обмениваясь с контрагентами необходимыми документами в электронном виде, подписанными ЭП. Это значительно упрощает и ускоряет проведение конкурсных торговых процедур. В силу требований Федерального закона от 5 апреля 2013 года № 44-ФЗ «О контрактной системе…» государственные контракты, заключаемые в электронном виде, должны быть подписаны усиленной электронной подписью.
С 13 июля 2012 согласно Федеральному закону № 108-ФЗ официально вступила в действие правовая норма, продлевающая действие 1-ФЗ «Об электронной цифровой подписи» до 1 июля 2013 года. В частности, решено в части 2 статьи 20 Федерального закона от 6 апреля 2011 года № 63-ФЗ «Об электронной подписи» (Собрание законодательства Российской Федерации, 2011, № 15, ст. 2036) слова «с 1 июля 2012 года» заменить словами «с 1 июля 2013 года».
Однако Федеральным законом от 02.07.2013 № 171-ФЗ внесены изменения в статью 19 Федерального закона от 06.04.11 № 63-ФЗ «Об электронной подписи». В соответствии с этим электронный документ, подписанный электронной подписью, сертификат ключа проверки которой выдан в период действия федерального закона № 1-ФЗ, признаётся подписанным квалифицированной электронной подписью. При этом использовать старый сертификат можно до 31 декабря 2013 года включительно. Это значит, что в указанный период документы могут подписываться электронной цифровой подписью, сертификат ключа проверки которой выдан до 1 июля 2013 года.
С 1 июля 2013 года Федеральный закон от 10 января 2002 года № 1-ФЗ утратил силу, на смену ему пришёл Федеральный закон от 6 апреля 2011 года № 63-ФЗ «Об электронной подписи». В результате было введено определение трех видов электронных подписей:
- Простой электронной подписью является электронная подпись, которая посредством использования кодов, паролей или иных средств подтверждает факт формирования электронной подписи определённым лицом.
- Усиленной неквалифицированной электронной подписью является электронная подпись, которая:

1. получена в результате криптографического преобразования информации с использованием ключа электронной подписи;
2. позволяет определить лицо, подписавшее электронный документ;
3. позволяет обнаружить факт внесения изменений в электронный документ после момента его подписания;
4. создается с использованием средств электронной подписи.

- Усиленной квалифицированной электронной подписью является электронная подпись, которая соответствует всем признакам неквалифицированной электронной подписи и следующим дополнительным признакам:

1. ключ проверки электронной подписи указан в квалифицированном сертификате;
2. для создания и проверки электронной подписи используются средства электронной подписи, получившие подтверждение соответствия требованиям, установленным в соответствии с 63-ФЗ

С 1 января 2013 года гражданам выдаётся универсальная электронная карта, в которую встроена усиленная квалифицированная электронная подпись (выпуск карт прекращён с 1 января 2017 года).
8 сентября 2015 года в Крымском федеральном округе (КФО) аккредитован первый удостоверяющий центр на базе Государственного унитарного предприятия «Крымтехнологии». Соответствующие полномочия утверждены приказом Министерства связи и массовых коммуникаций Российской Федерации № 298 «Об аккредитации удостоверяющих центров» от 11 августа 2015 года.
ЭП применяется в системе контроля над объёмом производства и оборота этилового спирта, алкогольной продукции и пива ЕГАИС.
С 01 июля 2021 года электронную подпись на первое лицо организации можно бесплатно получить в ФНС.

#### Манипуляции с электронными подписями в России
- Известны незаконные действия с электронными подписями через центры сертификации РФ[22]. Коллегия Счетной палаты под председательством Татьяны Голиковой выявила участие некоторых УЦ в неправомерном применении электронной подписи застрахованного лица в интересах негосударственных пенсионных фондов, а также оформления документов без участия гражданина[23]. «Проверка Счетной палаты в очередной раз выявила массовые нарушения даже при наличии усиленных мер защиты электронной подписи», — прокомментировал ситуацию президент НАПФ Сергей Беляков[24], его советник утверждает, что массовая фальсификация электронных подписей в повторных заявлениях производилась путём повторного использования удостоверяющим центром электронной подписи клиента[25]. Похожий способ использовался при мошенничестве с недвижимостью[26], однако, в 2019 году Государственная Дума приняла закон о защите граждан от хищений квартир по электронной подписи, который фактически исключил использование электронной подписи при сделках с недвижимостью[27].
- Другой способ манипуляции с электронными подписями заключается в том, что клиенту предлагают дистанционный выпуск квалифицированного сертификата без личного контакта заявителя и сотрудника регистрационного отдела удостоверяющего центра, в этом случае оформление электронной подписи производится удаленно, на основании документов заявителя, представленных через интернет центру сертификации[28]. В результате подобных действий, вызванных, по мнению специалистов правовой системы «Гарант», тем что «IT-функции в деятельности УЦ преобладают над его юридической сущностью», электронная подпись может быть использована недобросовестными третьими лицами[29]. Однако, в 2017 году предложение Минкомсвязи передать функции выдачи усиленной квалифицированной электронной подписи (УКЭП) от частных компаний государству не нашло понимания других министерств и ведомств[30].

### Украина
На Украине использование электронной подписи регулируется законом, изданным в 2003 году, который координирует отношения, появляющиеся вследствие применения электронных подписей. Система функционирования украинской ЭЦП состоит из центрального удостоверяющего органа, выдающего разрешения центрам сертификации ключей (ЦСК) и обеспечивающего доступ к электронным каталогам, контролирующего органа и центров сертификации ключей, которые выдают ЭЦП конечному потребителю.
19 апреля 2007 года было принято Постановление «Об утверждении порядка представления отчетов в Пенсионный фонд Украины в электронной форме». А 10 апреля 2008 года — приказ № 233 ГНА Украины «О подаче электронной цифровой отчётности». В результате активной разъяснительной деятельности налоговых служб, в 2008 г. количество субъектов, подающих отчётность по НДС в электронном виде, возросло с 43 % до 71 %.
С 16 июля 2015 года начал действовать закон № 643-VIII «О внесении изменений в Налоговый кодекс Украины касательно усовершенствования администрирования налога на добавленную стоимость». 31 августа 2015 года зарегистрирован проект закона № 2544а «Об электронных доверительных услугах».
16 июня 2015 года заработал украинский сайт электронных государственных услуг iGov.org.ua. Здесь можно заказать справку о несудимости для предъявления в МРЭО, оформить заявку на получение субсидии, справки о доходах, а также заполнить документы на загранпаспорт.

### Эстония
Основная статья: э-Эстония

Основная статья: Электронная подпись в Эстонии

С 2000 года правительство Эстонии перешло к безбумажным заседаниям кабинета министров, пользуясь электронной сетью документации в Интернете. По результатам конкурса Европейской комиссии проект переведения госсектора на электронную документацию, в результате которого к электронному обмену документами присоединилось уже около 500 учреждений, в том числе все министерства, уездные управы и почти все департаменты и инспекции, был признан лучшим в Европе.
С 2000 года в Эстонии можно подавать налоговые декларации электронным путём. В 2010 году 92 % налоговых деклараций в Эстонии были предоставлены через Интернет. Через единый портал гражданин по сети Интернет может получать различные государственные услуги.
Система электронных подписей широко используется в Эстонии, где введена программа ID-карт, которыми снабжены более 3/4 населения страны. При помощи электронной подписи в марте 2007 года были проведены выборы в местный парламент — Рийгикогу. При голосовании электронную подпись использовали 400 000 человек. Кроме того, при помощи электронной подписи можно отправить налоговую декларацию, таможенную декларацию, различные анкеты как в местные органы самоуправления, так и в государственные органы. В крупных городах при помощи ID-карты возможна покупка месячных автобусных билетов. Всё это осуществляется через центральный гражданский портал Eesti.ee. Эстонская ID-карта является обязательной для всех жителей с 15 лет, проживающих временно или постоянно на территории Эстонии. Это, в свою очередь, нарушает анонимность покупки проездных билетов.
Сегмент Интернета в Эстонии является одним из наиболее развитых как в Европе, так и во всём мире. В 2019 году, по данным МСЭ, в стране насчитывалось 1 276 521 интернет-пользователь, что составляло примерно 97,9 % от населения страны, по этому показателя Эстония занимала 1-е место в ЕС. По данным десятого доклада аналитического центра Freedom House, анализирующего права и свободы людей в публичном веб-пространстве в 65 странах мира, который охватывает период с июня 2019 года по июнь 2020 года: Эстония занимает второе место в мире по свободе интернета после Исландии В рейтинге развития информационных технологий Эстония занимает 24-е место среди 142 стран мира, а в рейтинге открытости Интернета уверенно лидирует. 71 % владельцев домов и квартир, а также все эстонские школы имеют точки выхода в Интернет. В стране создано более 1100 бесплатных Wi-Fi-зон. С 2006 года в Эстонии началось строительство беспроводных сетей WiMAX, которые к 2013 году покрывают почти всю территорию страны.
По состоянию на январь 2009 года в Эстонии проживали более 1 000 000 обладателей ID-карт (90 % всего населения Эстонии). ID-карта является удостоверяющим личность документом для всех граждан Эстонии старше 15 лет и постоянных жителей Эстонии, находящихся в стране на основании вида на жительство. С помощью ID-карты жители Эстонии могут удостоверить свою личность как обычным, так и электронным способом, а также использовать карту для оформления цифровой подписи, для участия в выборах и даже покупки проездных билетов на общественный транспорт.

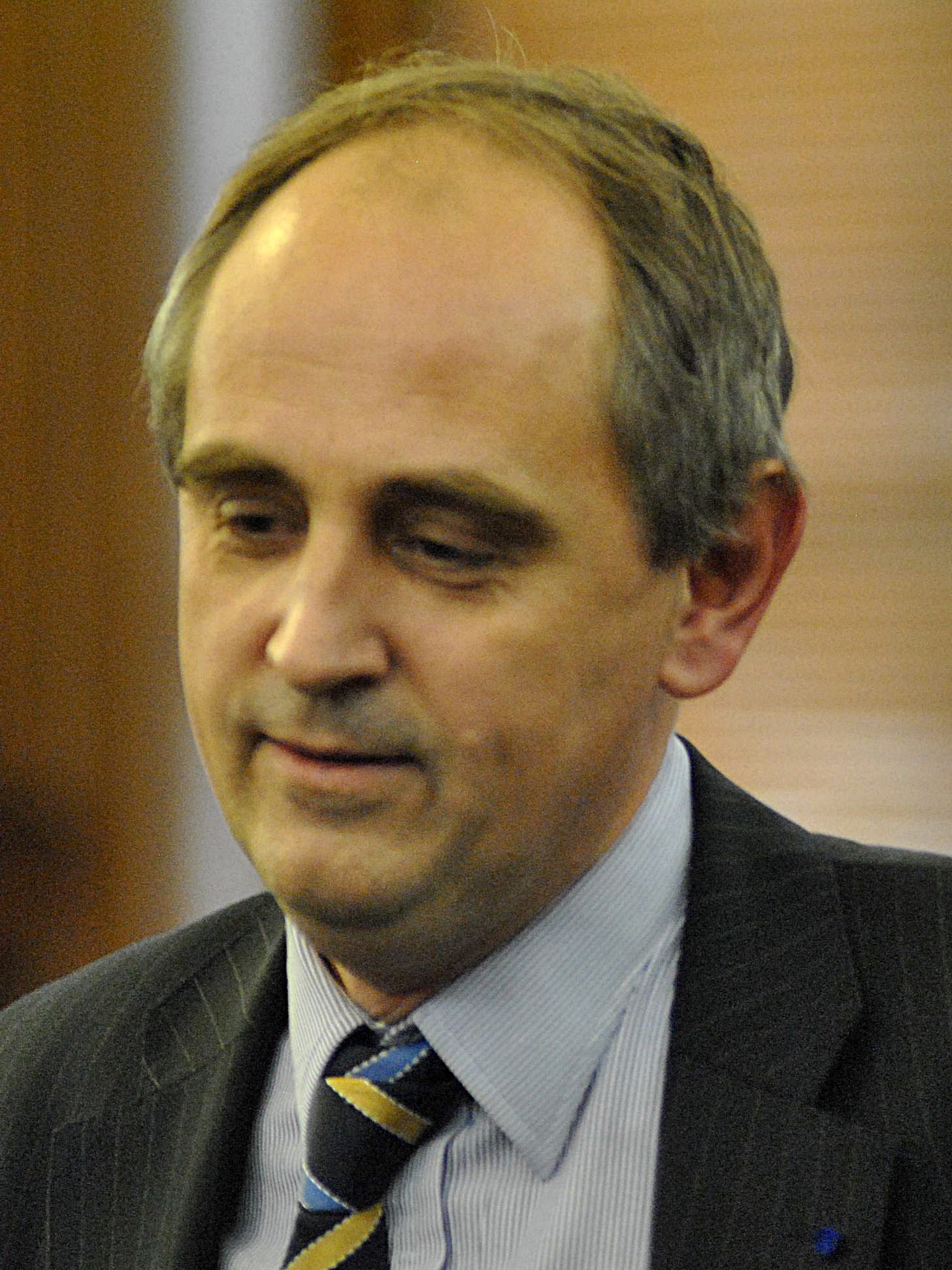
Первый электронный резидент Эстонии, британский журналист Эдвард Лукас

В октябре 2005 года прошли интернет-выборы в органы местных самоуправлений. Эстония стала первой страной в мире, реализовавшей голосование через интернет как одно из средств подачи голосов. В 2007 году Эстония стала первой в мире страной, предоставившей своим избирателям возможность голосовать через Интернет на парламентских выборах. На прошедших парламентских выборах 2019 года в Эстонии через интернет были поданы рекордные 247 232 голоса, 43,8 % от общего числа.

#### Электронное резидентство
Электронное резидентство (e-Residency) — программа, запущенная правительством Эстонии 1 декабря 2014 года, которая позволяет людям, не являющимся гражданами Эстонии, иметь доступ к таким услугам со стороны Эстонии, как формирование компании, банковские услуги, обработка платежей и оплата налогов. Программа даёт всем её участникам (так называемым e-resident) смарт-карты, которые они могут использовать в дальнейшем для подписания документов. Программа направлена на людей из не зависящих от местоположения сфер предпринимательства, например, разработчиков программного обеспечения и писателей.
Первым виртуальным резидентом Эстонии стал британский журналист Эдвард Лукас.
Виртуальное резидентство не связано с гражданством и не дает прав физически посещать или переселяться в Эстонию. Виртуальное резидентство не влияет на налогообложение доходов резидентов, не делает обязанностью платить подоходный налог в Эстонии и не освобождает от налогообложения доходов в стране проживания (гражданства / подданства) резидента. Виртуальное резидентство позволяет использовать следующие возможности: регистрация компании, подписание документов, зашифрованный обмен документами, онлайн-банкинг, подача налоговой декларации, а также управление медицинскими услугами, связанными с медицинскими рецептами. Смарт-карта, выданная в соответствующих органах, предоставляет доступ к услугам. Регистрация бизнеса в Эстонии является «полезным для предпринимателей в интернете на развивающихся рынках, которые не имеют доступа к поставщикам онлайн платежей», а также для стартапов с таких стран, как Украина или Белоруссия, которые подвергаются финансовым ограничениям со стороны их правительств.
По состоянию на 2019 года электронными резидентами Эстонии стали более 60 000 человек, на 2020 год — более 65 000 человек, ими было создано более 10 100 компаний. За 5 лет работы программа принесла более € 35 млн прямого дохода экономике Эстонии, а также другие косвенные экономические выгоды. По состоянию на 2021 год электронными резидентами Эстонии стали более 80 000 человек из 170 стран мира.

### США
В США использование электронной подписи началось в 2000 году. Первым законом, регулирующим электронную подпись, стал UETA (Единый закон об электронных транзакциях). Этот закон ориентирован на юридических лиц и коммерцию. Он был подготовлен в 1999 году и принят 48 штатами, округом Колумбия и Виргинскими островами США. 1 октября 2000 года был принят федеральный закон ESIGN (Закон об электронных подписях в международной и внутригосударственной торговле). ESIGN координирует законодательство разных штатов, рассматривает взаимодействие физических и юридических лиц.
В ESIGN указано следующее: «подпись, договор или другая запись, относящаяся к такой транзакции, не может быть лишена юридической силы, действительности или исковой силы только потому, что она находится в электронной форме». Поэтому на практике в США электронная подпись, сделанная мышью, стилусом, нажатие кнопки «Я принимаю», имеет одинаковый правовой статус с рукописной подписью. Так же ESIGN указывает, что потребитель должен обязательно иметь намерение оставить подпись.

### Канада
В Канаде использование электронной подписи регулирует федеральный закон PIPEDA (Закон о защите личных сведений и электронных документов), вступивший в силу в 2004 году. Но в Квебеке использование электронной подписи регулируется Законом о создании правовой основы для информационных технологий. Разница между этими законами заключается в отношении к использованию и раскрытию личной информации. И в Квебеке, и в Канаде электронная подпись не приравнивается в полной мере к рукописной, поэтому в суде могут потребоваться дополнительные доказательства.